# Claude Jodoin
Pour les articles homonymes, voir Jodoin.
Claude Jodoin,  O.C.  (25 mai 1913 à Westmount - 1er mars 1975  à Ottawa à l'âge de 61 ans, deux mois avant son 62e anniversaire) est un syndicaliste québécois.
Il a été membre de l'armée canadienne au cours de la Seconde Guerre mondiale comme capitaine des Fusiliers Mont-Royal puis député du Parti libéral de Saint-Jacques à l'Assemblée législative de 1942 à 1944.
Président du Congrès du travail du Canada (1956-1966).

## Distinctions
- 1967 - Officier de l'Ordre du Canada